# Promise This
„Promise This” este un cântec al interpretei britanice Cheryl Cole. Compoziția a fost produsă de Wayne Wilkins și inclusă pe al doilea album de studio al lui Cole, Messy Little Raindrops, fiind lansată drept primul single al materialului pe 24 octombrie 2010 de Fascination Records. Cântecul dance-pop a fost compusă de Priscilla Renea, Wayne Wilkins și Christopher Jackson și face referire la viața personală și la relațiile lui Cole, după ce a divorțat de fotbalistul Ashley Cole și după ce s-a confruntat cu malaria. Refrenul este în limba franceză.
Piesa a primit recenzii pozitive din partea criticilor. „Promise This” a devenit al doilea single solo care a obținut prima poziție în clasamentele din Regatul Unit și Irlanda. Până în iunie 2012, „Promise This” s-a vândut în peste 427.262 de exemplare în Regatul Unit. Videoclipul piesei a fost regizat de Sophie Muller și o înfățișează pe Cole în rolul unei balerine. În cadrul acestuia mai poartă ținute tipice dansatorilor de flamenco și un costum mulat. Ea a interpretat piesa în direct în cadrul celui de-al șaptelea sezon din X Factor la 24 octombrie 2010.

## Informații generale și compunere
În urma succesului întâmpinat cu albumul său de debut, 3 Words, Cole s-a întors în studioul de înregistrări și a început să lucreze la un nou material. Concomitent, solista și-a încheiat mariajul cu fotbalistul englez Ashley Cole, după ce aceasta a descoperit că i-a fost infidel. În acest sens, The Sun a publicat informații conform cărora noul produs discografic urmează să posede teme mai „întunecate”, urmând să fie despre „supraviețuire și disprețul unei femei”. În luna august a anului 2010 au apărut articole de presă ce susțineau că noul extras pe single al artistei, intitulat „Promise This”, va face referire la lupta sa cu malaria, boală cu care a venit în contact în timpul unei excursii efectuate în Tanzania la jumătatea anului 2010. Compoziția a ajuns în mediul online la începutul lunii septembrie a anului 2010, urmând ca premiera sa oficială să se materializeze la doar câteva zile distanță, pe 14 septembrie, la postul de radio britanic BBC Radio 1. Compoziția a fost realizată în colaborare cu producătorul Wayne Wilkins, cu care Cole colaborase anterior la șlagărul său „Fight for This Love”. Conform unor surse media — precum STV — piesa prezintă și un mesaj de dragoste codat, adresat lui Derek Hough, apropiat al solistei cu care aceasta a colaborat pentru videoclipul discului single „Parachute”. De asemenea, Daily Star a fost de părere că versurile fac referire la despărțirea de fostul soț și de sprijinul pe care i l-a acordat Hough interpretei.
Cântecul prezintă și un grup de versuri în limba franceză, fiind pentru prima dată când artista este surprinsă interpretând în franceză din 2008, când a realizat alături de colegele sale din Girls Aloud compoziția „Je Ne Parle Pas Français” (inclusă pe fața B a discului „Can't Speak French”). De asemenea, Kimberly Walsh, componentă a Girls Aloud a felicitat-o pe Cole pentru compoziție, cât și pentru videoclip.

## Recenzii
Una dintre primele reacții la adresa compoziției a venit din partea revistei OK!, care subliniază faptul că înregistrarea se îndreaptă spre sfera muzicii dance mai mult decât predecesoarele sale, felicitând totodată optimismul compoziției, concluzionând cu faptul că artista „nu a eșuat în a impresiona” cu privire la revenirea sa.

## Promovare
Prima interpretare live a compoziției s-a materializat pe data de 24 octombrie 2010, în timpul emisiunii-concurs The X Factor. La scurt timp după confirmarea prezentării înregistrării în cadrul spectacolului, au fost oferite informații referitoare la momentele dansante, care a fost descrisă ca „cea mai sexy” coregrafie realizată vreodată de solistă. Percepția asupra prezentării a fost împărțită; Metro.co.uk afirmând că „lăsând foarte puțin spre imaginație, mult anticipata interpretare a cântăreței a cauzat o furtună, jurații și chiar rivalul Louis Walsh spunând că «mi-a plăcut foarte mult»”, concluzionând cu faptul că mișcările de dans au fost „fără greșeală”. De asemenea, Heatworld s-a rezumat la prezentarea momentului, remarcând asemănarea dintre ținutele purtate în videoclip și cele afișate pe scena The X Factor. De asemenea, versiunea online a revistei Bravo a fost de părere că interpretarea lui Cole a fost una „impecabilă”, în timp ce Daily Mirror a descris aceeași interpretare drept „senzațională”. Mai mult, mass-media din Regatul Unit a lansat o serie de speculații cu privire la prezentarea lui Cole, unele surse indicând faptul că aceasta ar fi mimat compoziția. Pentru a clarifica aceste aspecte, un purtător de cuvânt al ITV a clarificat situația, afirmând faptul că artista a cântat live, însă interpretarea a fost înregistrată cu o oră înaintea spectacolului. Cole s-a confruntat cu acuzații similare și pentru prezentarea din anul 2010 a șlagărului său „Fight for This Love”, în timpul aceleiași emisiunii. Episodul în care artista a interpretat „Promise This” l-a avut ca invitat special și pe artistul canadian Michael Bublé s-a bucurat de atenția unui public de aproximativ 12,48 milioane de telespectatori, având totodată și o cotă de piață de 44,5%.
Ulterior, pe data de 19 noiembrie 2010, solista a fost prezentă la evenimentul Children In Need 2010, unde „Promise This” a fost prezentată publicului spectator alături de alte compoziții interpretate de artiști precum Alexandra Burke („Start Without You”), Kylie Minogue („Better Than Today”), JLS („Love You More”) sau Take That („The Flood”). De asemenea, cântăreața a prezentat și o versiune acustică a șlagărului în timpul emisiunii Alan Carr: Chatty Man din data de 20 decembrie 2010, unde solista a interpretat și cel de-al doilea single de pe albumul Messy Little Raindrops, „The Flood”. Interpretarea lui Cole a celor două înregistrări a fost apreciată de presa britanică, The Sun titrând: „Cheryl Cole atinge toate notele corect”.

## Ordinea pieselor pe disc
| Nr.                                               | Titlul             | Durată |
| ------------------------------------------------- | ------------------ | ------ |
| Disc single distribuit în Irlanda și Regatul Unit |                    |        |
| 01.                                               | „Promise This” [A] | 3:23   |
| 02.                                               | „Promise This” [B] | 3:47   |
| EP digital (vers. 1)                              |                    |        |
| 01.                                               | „Promise This” [A] | 3:23   |
| 02.                                               | „Promise This” [C] | 3:31   |
| 03.                                               | „Promise This” [D] | 4:04   |
| 04.                                               | „Promise This” [B] | 3:47   |

| Nr.                  | Titlul             | Durată |
| -------------------- | ------------------ | ------ |
| EP digital (vers. 2) |                    |        |
| 01.                  | „Promise This” [E] | 4:10   |
| 02.                  | „Promise This” [D] | 7:52   |
| 03.                  | „Promise This” [B] | 8:39   |
| 04.                  | „Promise This” [C] | 6:03   |
| 05.                  | „Promise This” [F] | 6:47   |
| 06.                  | „Promise This” [G] | 3:07   |

Specificații
| - A ^ Versiunea de pe albumul de proveniență, Messy Little Raindrops. - B ^ Remix „Digital Dog Remix Edit”. - C ^ Remix „Nu Addiction Radio Edit”. - D ^ Remix „Almighty Radio Edit”. | - E ^ Remix „Mayday's Club Mix”. - F ^ Remix „Digital Dog Remix”. - F ^ Remix „Funkagenda Remix”. |

## Videoclip
Scurtmetrajul a fost regizat de Sophie Muller, care a lucrat anterior cu artiști precum Beyoncé („Déjà Vu”, „Ring the Alarm”), Gwen Stefani („Cool”, „Wind It Up”) sau Shakira („Did It Again”, „Give It Up to Me”), iar premiera s-a materializat pe data de 18 septembrie 2010. Primele imagini din videoclip au fost lansate cu doar câteva zile înainte, anticipând prima difuzare a videoclipului pe postul de televiziune ITV2. Temele abordate de artistă în material au fost catalogate drept „întunecate și strălucitoare” de către Ryan Love de la Digital Spy, în timp ce revista oficială The X Factor a descris materialul prin sintagma „balet gotic”. De asemenea, Kimberly Walsh a comentat următoarele cu privire la scurtmetraj: „de data aceasta [Cole] a abordat o temă de balerină — ea obișnuia să fie o balerină grozavă și a mers la Școala Regală de Balet din Londra, deci i se potrivește”. De-a lungul videoclipului solista apelează la o serie de obiecte vestimentare diferite, descrise de ITN drept „superbe”. De-a lungul celor mai puțin de patru minute de material video, solista este prezentată în compania unui grup de dansatori, alături de care realizează o serie de momente dansante. Printre costumațiile folosite de Cole se numără o rochie de flamenco, un costum de balerină sau o ținută inspirată din stilul Madonnei.
Percepția asupra scurtmetrajului a fost majoritar pozitivă, ITN News fiind de părere că „videoclipul lui Cheryl Cole pentru noul single Promise This a fost dezvăluit și o prezintă pe jurata X Factor la fel de sexy precum ne-a obișnuit”. O opinie similară a fost enunțată și de Stop Press News care a afirmat că: „videoclipul este fierbinte, dar nu de interzis în special când este comparat cu videoclipurile altor artiste pop. Da, este sexy, dar nu este ceva de care ai fi rușinat să-l vizionezi cu familia”. De asemenea, Digital Spy a catalogat scurmetrajul drept „fascinant”.

## Prezența în clasamente
Prima apariție în clasamente a cântecului s-a materializat în ierarhia irlandeză, unde a debutat pe locul douăzeci și nouă, fiind cel de-al șaselea cel mai bun debut al ediției. La doar șapte zile distanță, compoziția a avansat până pe prima poziție, devansând artiști precum Bruno Mars, Katy Perry sau Rihanna, în timp ce în ierarhia celor mai bine vândute descărcări digitale înregistrarea a câștigat locul secund. De asemenea, în Regatul Unit, „Promise This” s-a bucurat de succes încă din primele zile de disponibilitate, fiind plasat pe prima poziție în cadrul listelor intermediare compilate în timpul săptămânii, pentru ca în final să ocupe cea dintâi treaptă a ierarhiei, grație vânzărilor de peste 157.000 de exemplare înregistrate în primele șapte zile. Concomitent, cântecul a debutat pe locul întâi atât în clasamentul digital, cât și în lista scoțiană. În ce de-a doua săptămână, piesa a fost devansată de șlagărul Rihannei, „Only Girl (In the World)”, care a înlocuit „Promise This” și în ierarhia oficială irlandeză compilată de IRMA. Grație vânzărilor acumulate în cursul anului 2010, discul single s-a poziționat pe locul treizeci și nouă în clasamentul sfârșitului de an.
„Promise This” a activat și în alte teritorii din Europa, obținând poziții notabile într-o serie de clasamente. Astfel, în regiunea belgiană Flandra, cântecul a debutat pe locul patruzeci în ierarhia Ultratip, avansând până pe treapta cu numărul nouăsprezece, nereușind însă să intre în clasamentul principal — Ultratop. În Cehia, piesa s-a dovedit a fi un bun predecesor pentru „Parachute” ocupând poziții de top 40 Cehia, o activitate similară fiind semnalată și în lista celor mai difuzate cântece din Slovacia. De asemenea, „Promise This” a devenit un nou succes pentru Cole în Ungaria, unde a câștigat locul paisprezece în ierarhia Rádiós Top 40, activând totodată și în țările vecine, printre care Bulgaria sau România. Mai mult, compoziția a devenit cea de-a doua clasare succesivă pe prima treaptă a listei macedoniene compilate de Antenna 5, după reușita discului precedent. Grație succesului întâmpinat pe continent, „Promise This” a debutat pe locul cinci în clasamentul european compilat de Billboard, în timp ce în ierarhia mondială s-a poziționat pe treapta cu numărul cincisprezece, mulțumită celor 157.000 de puncte acordate de Media Traffic. În cele două săptămâni de activitate în lista globala, piesa a strâns aproximativ 253.000 de puncte.

## Clasamente
| Țară (clasament)                      | Poziția maximă | Referință     |
| ------------------------------------- | -------------- | ------------- |
| Bulgaria (APC Charts)                 | 43             | [ 57 ]        |
| Belgia — Flandra (Ultratip)           | 19             | [ 53 ]        |
| (IFPI)                                | 17             | [ 54 ]        |
| Croația (e!Hot)                       | 5              | [ 64 ]        |
| Europa (APC Charts — Euro 200)        | 30             | [ 65 ]        |
| Europa (Billboard — European Hot 100) | 5              | [ 61 ]        |
| Irlanda (IRMA)                        | 1              | [ 66 ] [ 67 ] |
| Irlanda (IRMA — Descărcări)           | 2              | [ 38 ]        |
| Macedonia (Antenna 5)                 | 1              | [ 60 ]        |

| Țară (clasament)                      | Poziția maximă | Referință     |
| ------------------------------------- | -------------- | ------------- |
| Regatul Unit (OCC — Descărcări)       | 1              | [ 42 ]        |
| Regatul Unit (OCC — UK Singles Chart) | 1              | [ 68 ] [ 69 ] |
| România (Romanian Top 100)            | 73             | [ 58 ]        |
| România (Romania Airplay Top 100)     | 69             | [ 59 ]        |
| Scoția (OCC — Scottish Singles Chart) | 1              | [ 43 ]        |
| Slovacia (IFPI)                       | 32             | [ 55 ]        |
| Ungaria (Mahasz — Rádiós Top 40)      | 14             | [ 56 ]        |
| United World Chart (Media Traffic)    | 15             | [ 66 ]        |

## Versiuni existente
| - „Promise This” (versiunea de pe albumul Messy Littke Raindrops) - „Promise This” (remix „Digital Dog Remix Edit”) - „Promise This” (remix „Nu Addiction Radio Edit”) - „Promise This” (remix „Almighty Radio Edit”) | - „Promise This” (remix „Mayday's Club Mix”) - „Promise This” (remix „Digital Dog Remix”) - „Promise This” (remix „Funkagenda Remix”) |

## Personal
- Sursă:[70]
- Voce: Cheryl Cole
- Textier(i): Priscilla Hamilton, Wayne Wilkins și Christopher Jackson
- Compozitor: Wayne Wilkins
- Voci de acomapniament: Priscilla Renea și RaVaughn Brown
- Compulat de: Mark Stent
- Finisat de: Brian Gardner

## Datele lansărilor
| Țara            | Data lansării      | Casă de discuri | Format               | Referințe     |
| --------------- | ------------------ | --------------- | -------------------- | ------------- |
| Regatul Unit    | 14 septembrie 2010 | Fascination     | premieră (audio)     | [ 1 ]         |
| Regatul Unit    | 14 septembrie 2010 | Fascination     | difuzare radio       | [ 1 ]         |
| Regatul Unit    | 18 septembrie 2010 | Fascination     | premieră (videoclip) | [ 32 ]        |
| Irlanda         | 21 octombrie 2010  | Fascination     | descărcare digitală  | [ 71 ]        |
| Australia       | 24 octombrie 2010  | Polydor         | descărcare digitală  | [ 72 ] [ 73 ] |
| Belgia          | 24 octombrie 2010  | Polydor         | descărcare digitală  | [ 74 ] [ 75 ] |
| Danemarca       | 24 octombrie 2010  | Polydor         | descărcare digitală  | [ 76 ] [ 77 ] |
| Franța          | 24 octombrie 2010  | Polydor         | descărcare digitală  | [ 78 ] [ 79 ] |
| Italia          | 24 octombrie 2010  | Polydor         | descărcare digitală  | [ 80 ]        |
| Norvegia        | 24 octombrie 2010  | Polydor         | descărcare digitală  | [ 81 ] [ 82 ] |
| Noua Zeelandă   | 24 octombrie 2010  | Polydor         | descărcare digitală  | [ 83 ] [ 84 ] |
| Olanda          | 24 octombrie 2010  | Polydor         | descărcare digitală  | [ 85 ]        |
| Portugalia      | 24 octombrie 2010  | Polydor         | descărcare digitală  | [ 86 ] [ 87 ] |
| Spania          | 24 octombrie 2010  | Polydor         | descărcare digitală  | [ 88 ] [ 89 ] |
| Regatul Unit    | 24 octombrie 2010  | Fascination     | descărcare digitală  | [ 90 ]        |
| Regatul Unit    | 25 octombrie 2010  | Fascination     | disc single          | [ 91 ]        |
| Finlanda        | 15 noiembrie 2010  | Polydor         | descărcare digitală  | [ 92 ]        |
| Suedia          | 15 noiembrie 2010  | Polydor         | descărcare digitală  | [ 93 ]        |
| Irlanda[Σ]      | 1 decembrie 2010   | Fascination     | descărcare digitală  | [ 94 ]        |
| Regatul Unit[Σ] | 1 decembrie 2010   | Fascination     | descărcare digitală  | [ 95 ]        |

- Σ ^ Ediție specială de Crăciun.